# 田原本藩
田原本藩（日语：／ Tawaramoto han */?）是日本江戶時代的一個藩。位於大和國，藩廳在田原本陣屋（今奈良縣磯城郡田原本町田原本），藩主是平野氏。
藩祖平野長泰曾經侍奉過豐臣秀吉跟德川家康，曾在賤岳之戰立下戰功，是被列為賤岳七本槍之一的勇將，因此戰功在大和國十市郡田原本獲得近隣七個村的領地，共五千石。後來在關原之戰時加入東軍，作為旗本為二代將軍德川秀忠效力，在德川家消滅豐臣秀賴的大坂之戰時，平野長泰也作為江戶的居留守役。在賤岳七本槍中，平野長泰的後代是唯一保持領地留於明治時代的大名，加封至一萬石領地，雖名為旗本，但實際上被視為大名格。
田原本藩一直都只算是旗本，直到明治維新時，在慶應4年（1868年）明治政府認為平野家擁有一萬石，因而將之列為諸侯，末代藩主平野長裕明治2年（1869年）版籍奉還後仍為藩知事，但在明治4年（1871年）廢藩置縣後被免職，所以平野家實際上被列為藩主的時間僅有四年。

## 歷任藩主
1. 平野長泰
2. 平野長勝
3. 平野長政
4. 平野長英
5. 平野長曉
6. 平野長里
7. 平野長純
8. 平野長興
9. 平野長發
10. 平野長裕